# بر استرنز

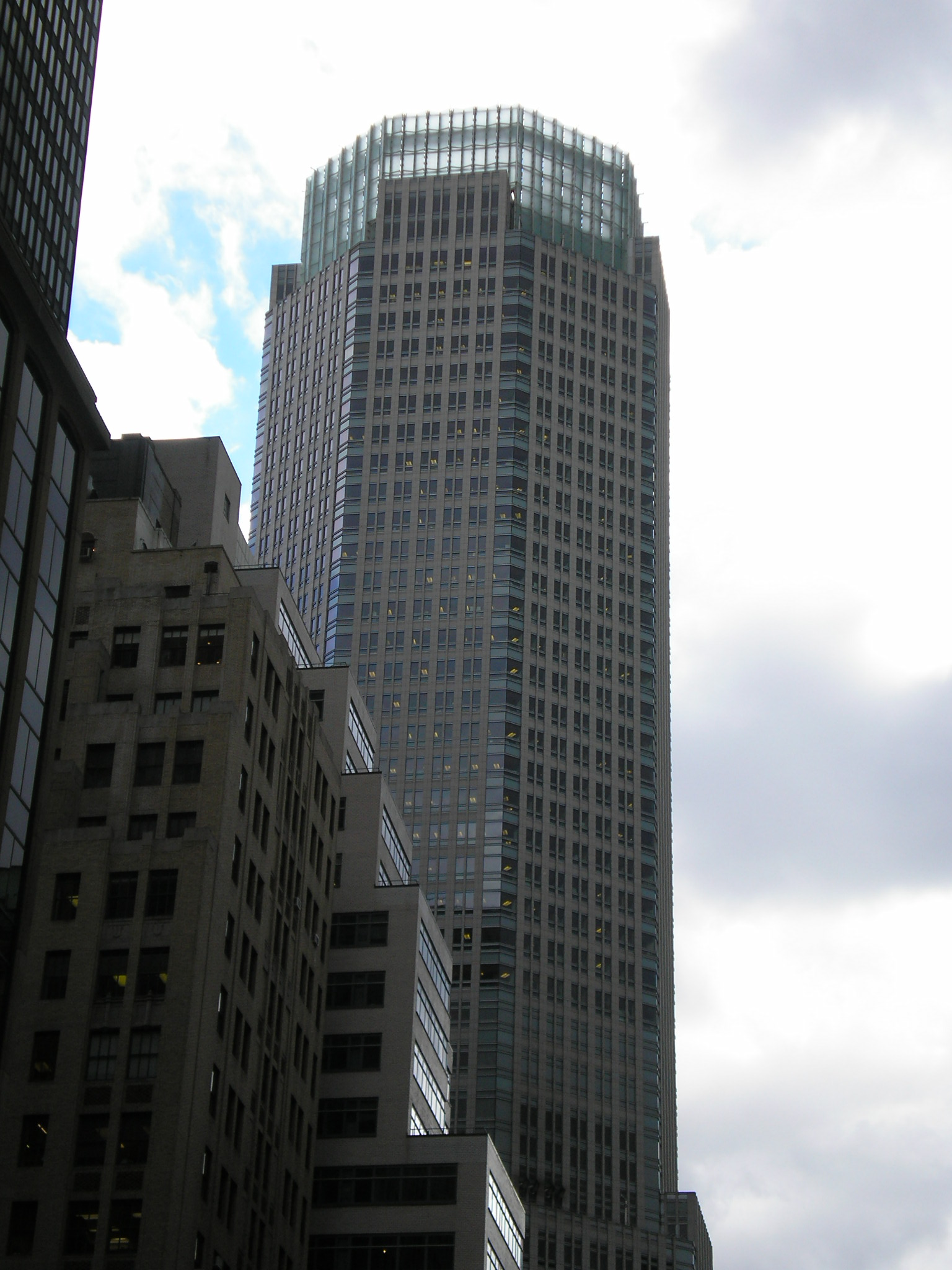
ساختمان مرکزی بیر استیرنز در نیویورک

بِر استِرْنْز (به انگلیسی: Bear Stearns) شرکت خدمات مالی آمریکایی بود، که در زمینه سرمایه‌گذاری و ارائه خدمات بانکداری سرمایه‌گذاری، مدیریت ثروت و مدیریت سرمایه‌گذاری فعالیت می‌نمود.
بانک بر استرنز در سال ۱۹۲۳ راه‌اندازی شد و در سال ۲۰۰۸ در پی بحران مالی ۲۰۱۲–۲۰۰۷ اعلام ورشکستگی نمود و توسط جی‌پی مورگان چیس خریداری شد.